# Dolores Claiborne
Dolores Claiborne este un roman de Stephen King publicat inițial de editura Viking în noiembrie 1992.
Cartea este dedicată mamei lui King: "Pentru mama mea, Ruth Pillsbury King." 

## Traduceri în limba română
A apărut în 1998 la Editura Nemira în Colecția Nautilus, nr. 131, în traducerea lui Carmen Toader.

## Ecranizări
Dolores Claiborne a fost ecranizat într-un film omonim din 1995 cu Kathy Bates, Jennifer Jason Leigh, Christopher Plummer, David Strathairn, Judy Parfitt, John C. Reilly și Eric Bogosian în rolurile pricnipale. Filmul este regizat de Taylor Hackford.